# Viborg vasútállomás
Viborg (Oroszul: Вы́борг; Finn nyelven: Viipurin rautatieasema) vasútállomás Viborg városában található, a Leningrádi területen, Oroszországban.
Az első állomás még fából épült 1870-ben, majd a második állomás épület 1913-ban épült, ám megsemmisült a '40-es évekbeli szovjet-finn Folytatólagos háborúban. A jelenlegi állomás épület a szovjet időkben állították.
Szentpétervártól 130 km-re északnyugatra, Finnország mai államhatárától 38 km-re délre fekszik. Orosz területen itt állnak meg először a Helsinkit Szentpétervárral összekötő 200–220 km/óra sebességű Allegro vasút vonatai.